# Bartringen
Bartringen (luxemburgisch Bartrengⓘ, französisch Bertrange) ist eine Gemeinde im Großherzogtum Luxemburg und gehört zum Kanton Luxemburg.
Im Ort befindet sich der Sitz des Nationalen Forschungszentrums für Archäologie.

## Namensherkunft
Der Name Bartringen ist fränkischen Ursprungs und setzt sich aus dem Vornamen Bert/Bertho und dem Nachsatz ingen/ange ab: Sinngemäß bedeutet dies, dass die Siedlung ihrem Oberhaupt Bert gehörte.
Der Name der Ortschaft ändert sich im Lauf der Jahrhunderte: von Bertharingen über Bertrig, Birtring, Berthinga, Bertringen und schließlich Bartréng, Bartringen, Bertrange wie die Ortschaft auf Luxemburgisch, Deutsch und Französisch heißt.

## Politik
Die Gemeinde Bartringen wird von der liberalen DP regiert, welche im Gemeinderat durch eine absolute Mehrheit vertreten ist.
Bei den Gemeindewahlen im Juni 2023 traten vier Parteilisten zur Wahl an, von denen alle vier den Einzug in den Gemeinderat schafften.
| Partei                                             | Sitze: 13 | Stimmenanteil | Stimmenanteil |
| -------------------------------------------------- | --------- | ------------- | --- |
| Demokratesch Partei (DP)                           | 7         | 51,14 %       | Gemeinderatswahl Bartringen 2023 %6050403020100 51,14 % (+1,26 %p)22,73 % (−1,43 %p)15,51 % (−0,64 %p)10,62 % (+0,81 %p) DPCSVGréngLSAP20182023 |
| Chrëschtlech-Sozial Vollekspartei (CSV)            | 3         | 22,73 %       | Gemeinderatswahl Bartringen 2023 %6050403020100 51,14 % (+1,26 %p)22,73 % (−1,43 %p)15,51 % (−0,64 %p)10,62 % (+0,81 %p) DPCSVGréngLSAP20182023 |
| Déi Gréng                                          | 2         | 15,51 %       | Gemeinderatswahl Bartringen 2023 %6050403020100 51,14 % (+1,26 %p)22,73 % (−1,43 %p)15,51 % (−0,64 %p)10,62 % (+0,81 %p) DPCSVGréngLSAP20182023 |
| Lëtzebeurger Sozialistesch Aarbechterpartei (LSAP) | 1         | 10,62 %       | Gemeinderatswahl Bartringen 2023 %6050403020100 51,14 % (+1,26 %p)22,73 % (−1,43 %p)15,51 % (−0,64 %p)10,62 % (+0,81 %p) DPCSVGréngLSAP20182023 |

## Wirtschaft
In Bertrange befinden sich die größten Einkaufszentren des Landes mit jeweils über 100 Geschäften, die beide 1974 eröffnet und seither erweitert wurden. Im südlichen Ortsteil Helfenterbruck an der Rue de Longwy (Nationalstraße N5) liegt das  City Concorde. Im Norden an der Rue d′Arlon (Nationalstraße N6) das La Belle Etoile, das sich bis auf das Gebiet der Nachbargemeinde Strassen erstreckt.
Das City Concorde wurde vom Modehändler Jean Bram gebaut. Es wurde am 9. Mai 1974 mit 12 Geschäften eröffnet, darunter dem Modegeschäft von Bram. Dessen Modefirma wurde 1984 von dem Münchner Unternehmen Konen übernommen, während das Einkaufszentrum sich noch 50 Jahre später im Eigentum der Familie Bram befindet.

## Verkehr
Die Gemeinde wird von der Autobahn A6 und den Nationalstraßen N5, N6, N34 und N35 durchquert.
Die Gemeinde wird von den Bussen der Stadt Luxemburg (AVL) und dem Régime général des transports routiers (RGTR) bedient. Darüber hinaus betreibt die Gemeinde  einen reservierungspflichtigen City-Bus-Service, den „Ruffbus Berti“.
Im Schienenverkehr besitzt Bertrange einen Bahnhof der Bahnstrecke Namur–Luxemburg auf seinem Gebiet: den Bahnhof Bertrange-Strassen.